# Larrousse
A Larrousse foi uma equipe de automobilismo que competiu na Fórmula 1 entre 1987 e 1994, usando chassis da Lola (1987 a 1991) e da Venturi (1992), utilizando chassi próprio entre 1993 e 1994.
Foi fundada em 1987 por Didier Calmels e Gérard Larrousse, com o nome de Larrousse & Calmels. Em 1989, depois que Didier Calmels foi preso por atirar em sua mulher com uma arma de fogo, a escuderia passou a chamar-se apenas Larrousse.

## Larrousse com chassis Lola (1987–1991)
Em 1987, Didier Calmels e Gérard Larrousse (ex-piloto de F-1), fundaram a Larrousse & Calmels. Os chassis eram da Lola, e os motores seriam o Ford Cosworth DFZ V8 aspirado. No início da temporada, o francês Philippe Alliot foi contratado para conduzir o carro número 30 com o chassi LC87. Na antepenúltima prova, o GP do México, o time convoca o piloto de turismo no carro número 29: o também francês Yannick Dalmas, que deveria ter marcado 2 pontos com o 5º lugar no GP da Austrália, não computados na classificação, uma vez que a equipe inscreveu no campeonato apenas Alliot e Dalmas estava inelegível. Na temporada de estreia, a Larrousse marcou 3 pontos, todos com Alliot, que chegaria em 6º lugar em três etapas: Alemanha, Espanha e México.
Na temporada de 1988, Alliot mantém-se no time, e Dalmas disputa a temporada normalmente até o GP da Espanha, quando é afastado ao descobrir que era portador da doença do legionário (espécie de pneumonia). Ele cede o lugar ao japonês Aguri Suzuki, que estrearia na categoria no seu país natal (Japão), repassando sua vaga a outro francês, Pierre-Henri Raphanel (nascido na Argélia, então colônia francesa), na Austrália (última etapa do campeonato). Infelizmente ele não conseguiu vaga para o grid de largada, terminando na 29ª posição no treino classificatório e ficando por 0.4 décimos de segundo acima da 26ª e última posição.
Pela primeira vez a equipe termina o campeonato sem ponto algum e tendo apenas os dois 7ºs lugares de Dalmas como melhores resultados na temporada.

## O acidente de Alliot na curva Peraltada, no México
Nos treinos para o GP do México, Alliot sofreu um grave acidente, quando seu carro, vindo da veloz curva Peraltada do Autódromo Hermanos Rodríguez, perdeu o controle, subiu numa zebra mal-localizada e bateu com violência no muro. O Lola LC88 dá seguidas capotagens, caindo "de cabeça" na pista, e deu mais duas capotagens na grama, completamente destruído. Apesar da violência do acidente, Alliot saiu ileso, e o carro foi consertado a tempo de disputar a etapa do México (os mecânicos passaram a noite inteira consertando o carro). Na prova, Alliot não chega a completar a primeira volta, com problema na suspensão.

## 1989–1991: pódio no Japão e o término da parceria
Em 1989, depois das malsucedidas passagens de Suzuki e Raphanel, Yannick Dalmas é repatriado, mas depois de quatro não-classificações, é afastado novamente da Larrousse, dando lugar a outro francês, Eric Bernard, que só disputa duas corridas, também sem resultados de destaque. A Larrousse deixa os motores Ford Cosworth V8 e vai de Lamborghini V12 na temporada.
O italiano Michele Alboreto, recém-dispensado da Tyrrell, é contratado no lugar de Bernard, enquanto Alliot permanece intocável no posto de titular. Depois de não se classificar para três corridas, Alboreto abandona o time. Enquanto isso, Alliot, responsável pelo único ponto do time na temporada, deixa o time pela primeira vez após ter abandonado a etapa da Austrália. Fora das pistas, Didier Calmels, um dos donos, é preso por atirar em sua esposa. Depois da prisão, a Larrousse & Calmels passa a se chamar apenas de Larrousse.
A equipe termina o campeonato na 16ª e última posição com 1 ponto, conquistado por Alliot na Espanha.
Em 1990, Aguri Suzuki retorna à Larrousse depois de fracassar na equipe Zakspeed (não conseguiu largar em nenhuma corrida), e Bernard volta ao time, desta vez em tempo integral (um contrato para disputar a temporada inteira). Durante boa parte do campeonato, o francês estava na frente do nipônico. Mas, no GP do Japão, Suzuki, que largara na 9ª posição, chega em 3º, atrás de Nelson Piquet (vencedor da prova) e Roberto Pupo Moreno (segundo colocado), da Benetton. Foi o único pódio de Suzuki - o primeiro de um piloto japonês na categoria - e o único da Larrousse. No final da temporada, o time termina na 6ª posição com 11 pontos (6 de Suzuki e 5 pontos de Bernard).
No ano de 1991, a dupla Bernard-Suzuki é mantida, mas a equipe perde o motor Lamborghini por causa de problemas de dinheiro e o time francês vai novamente de Ford Cosworth. Bernard se lesiona nos treinos para o GP do Japão e o belga Bertrand Gachot (nascido em Luxemburgo, após permanecer dois meses de prisão por causa do incidente do spray de pimenta em Londres), é escalado para pilotar o LC91. O então recém-chegado termina na 30ª posição no treino classificatório e ficando por quase 1 segundo acima da última vaga (26ª) e não se qualificou para o GP da Austrália, juntamente com Suzuki - a única vez que os 2 carros da Larrousse não conseguem vaga no grid. No final da temporada, 11º lugar e 2 pontos marcados - um do francês e outro do japonês, que foi o último da equipe equipada com chassis da Lola.

## 1992: única temporada com chassis da Venturi
Para 1992, a Larrousse passa a utilizar chassis da Venturi e o retorno dos motores Lamborghini. Gachot renova o contrato com a equipe, e passa a ter como seu companheiro um outro japonês e estreante, Ukyo Katayama. No total, o belga (que teve como ponto baixo a desclassificação no GP do Canadá, no qual chegou a se envolver num incidente com Katayama) marcou um ponto (último dele na categoria), conquistado no GP de Mônaco, terminando em décimo-nono lugar na classificação. Katayama não pontua, encerra sua primeira temporada na Fórmula 1 em 25º lugar e a equipe termina a temporada na 13ª e última posição, com 1 ponto. No final do ano, a Venturi vendeu suas ações para o grupo Comstock, liderado pelo alemão Rainer Walldorf, que era procurado por seu envolvimento em quatro assassinatos e foi morto após um tiroteio com policiais em um hotel.

## 1993–1994: chassis 100% Larrousse e saída da F-1
Para 1993, a Larrousse desiste de continuar usando os chassis da Venturi, e passa a usar chassis próprio. Sem Katayama, contratado pela Tyrrell, e Gachot, de mudança para a CART (mais tarde, Champ Car). A equipe novamente tem uma dupla francesa: o francês Philippe Alliot retorna ao time e contrata o compatriota Érik Comas, vindo da Ligier. Após chegar em 10º lugar no GP de Portugal, Alliot - que chegou em 5º lugar em San Marino (sua melhor posição de chegada na carreira) - é dispensado novamente do time, e Toshio Suzuki, terceiro japonês a pilotar carros da escuderia (não possui parentesco com Aguri Suzuki), entra para o seu lugar. Ao fim da temporada, 3 pontos (dois de Alliot e um de Comas) e o 10º lugar.
Em 1994, a Larrousse, que amargava uma séria crise financeira, volta a ser equipada com motores Ford, após não entrar em acordo em usar os propulsores da Peugeot, que equipariam a McLaren naquele ano, e o grupo Fast Group S/A (sediado na Suíça e liderado por Michel Golay, representante da Ferrari no país, e pelo ex-piloto Patrick Tambay) torna-se um dos novos sócios da equipe. 
Comas permanece no time, enquanto Toshio Suzuki não tem o contrato renovado. O monegasco Olivier Beretta (estreante na categoria) é contratado para correr no lugar do japonês, mas depois de 10 provas, é dispensado. Alliot (então piloto de testes da McLaren, onde correu o GP da Hungria) regressa novamente à escuderia para disputar o GP da Bélgica, ocupando a vaga de Beretta, e se aposenta definitivamente da F-1 após ter abandonado a prova.
Antes do final da temporada, Yannick Dalmas retorna ao time após 5 anos e disputa os GP's da Itália e de Portugal. Nas últimas corridas, a Larrousse, visando contornar a crise financeira que vivia, contrata o japonês Hideki Noda (três corridas) e o suíço Jean-Denis Délétraz seria chamado para suceder Comas, desmotivado após um fraco desempenho nas últimas provas.
Em sua derradeira temporada, a Larrousse termina em 11º e último lugar (pela terceira temporada seguida) entre as equipes que pontuaram, com 2 pontos - após dois 6º lugares nos GPs do Pacífico e da Alemanha, obtidos por Erik Comas.
Mesmo com a crise financeira da equipe, Gérard Larrousse pretendia mantê-la em 1995. Um novo carro, batizado de LH95 e projetado por Robin Herd, não saiu do papel por falta de dinheiro. Na lista de inscritos, a Larrousse fora incluída entre as equipes participantes, e Comas seria um dos pilotos. A segunda vaga seria disputada pelos também franceses Christophe Bouchut (que chegou a ser contratado para pilotar o carro #19), Eric Hélary, Éric Bernard e Emmanuel Collard, além do hispano-americano Elton Julian. Entretanto, em meio a disputas jurídicas, a equipe não logra sucesso no recurso, e dá adeus à Fórmula 1 antes do GP de San Marino, após 127 corridas, 23 pontos marcados e 1 pódio.
Especulava-se um regresso da equipe em 1996, mas os problemas jurídicos culminaram no encerramento das atividades no mesmo ano.

## Galeria de imagens

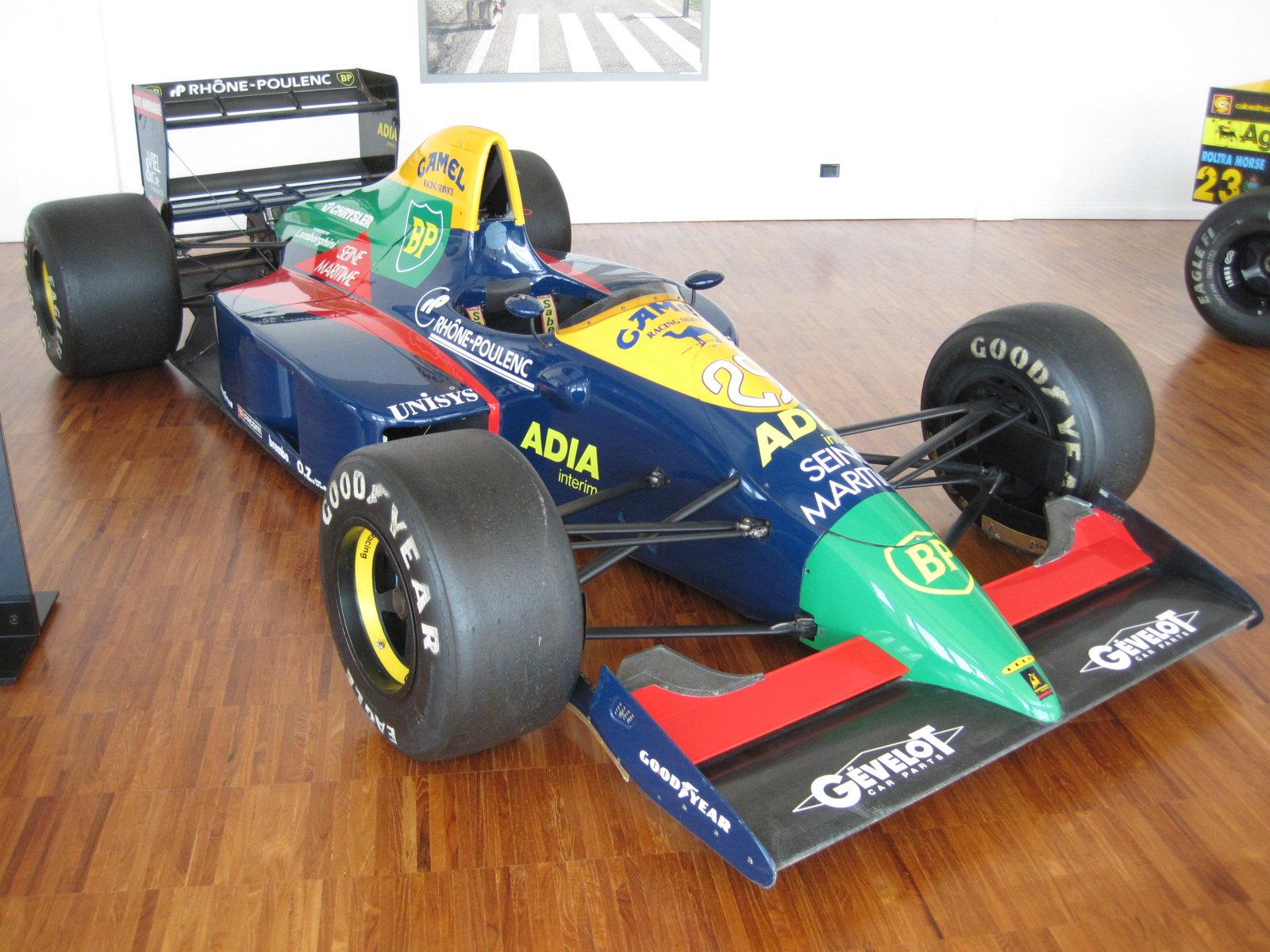
O LC89, pilotado por Yannick Dalmas, Éric Bernard, Philippe Alliot e Michele Alboreto em 1989.
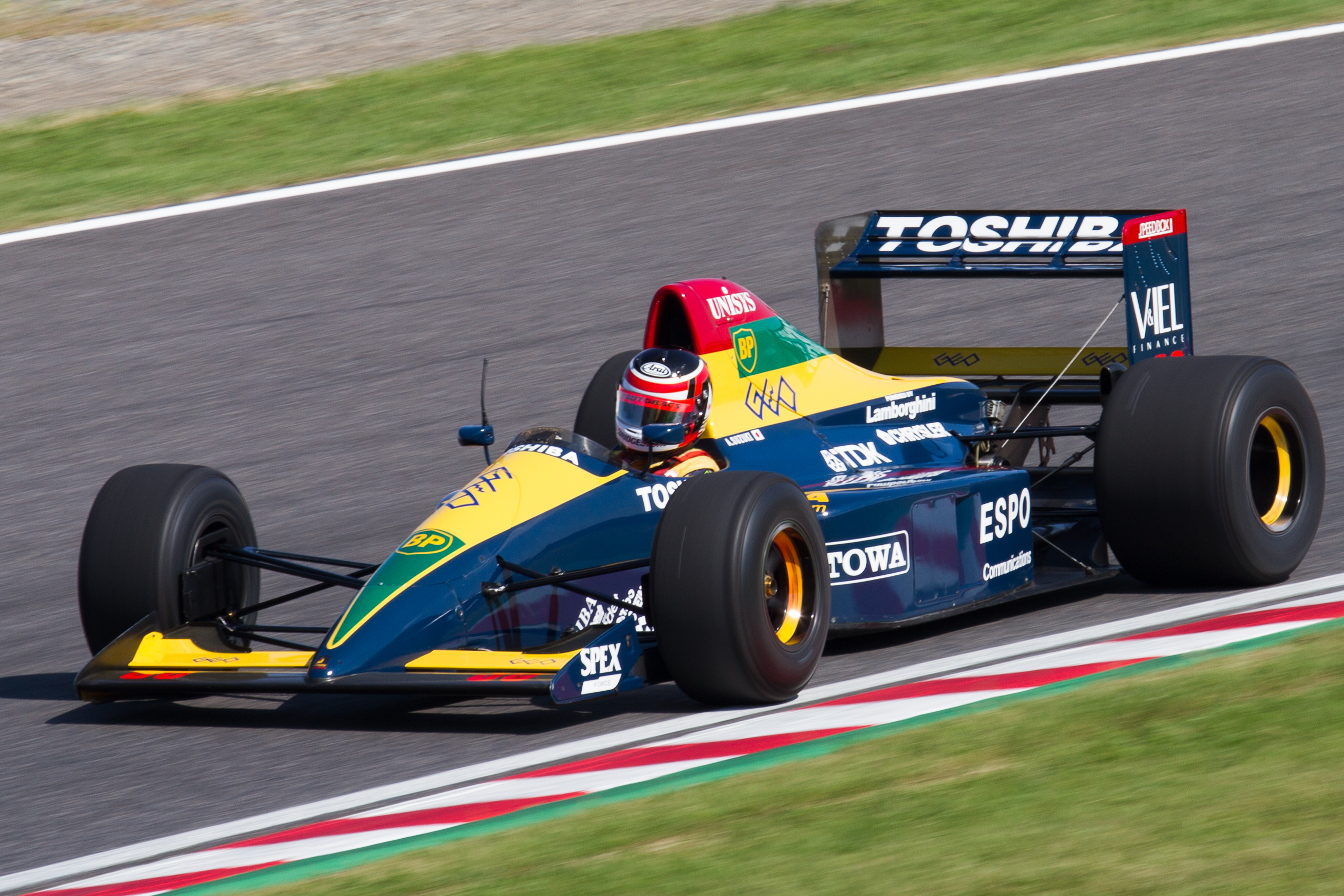
Aguri Suzuki e o Lola LC90 pilotado por ele e Éric Bernard na temporada de 1990, durante uma apresentação em 2012.
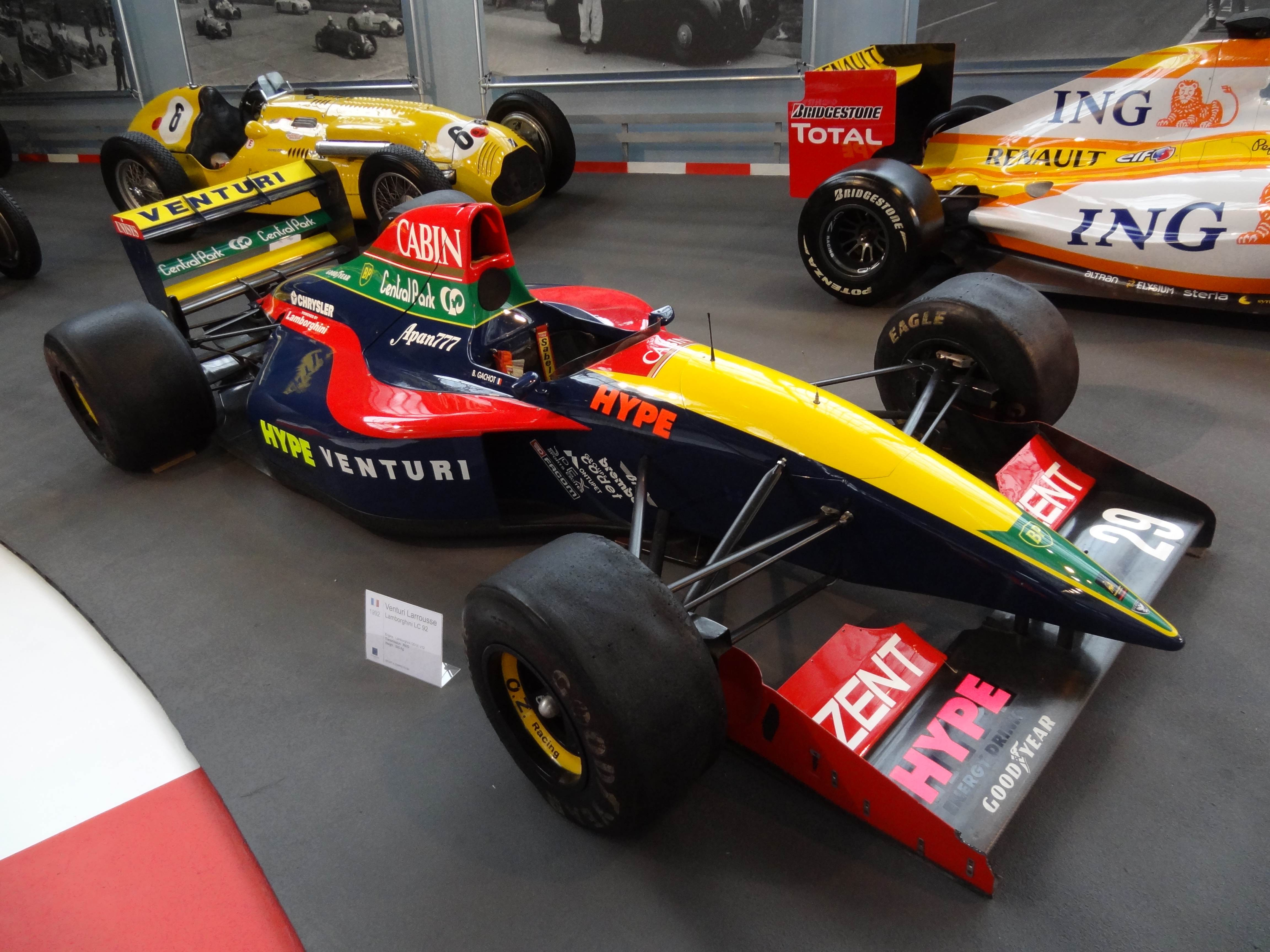
O LC92, único carro da Larrousse equipado com chassi Venturi, usado em 1992.

## Classificação completa da Larrousse
| 1995 | Equipe Larrousse               | Não foi lançado | LH95       | Ford Cosworth DFV V8     | Goodyear | -   | -                                                                 | 19 | Christophe Bouchut      | Não chegou a disputar a temporada | Não chegou a disputar a temporada |
| 1995 | Equipe Larrousse               | Não foi lançado | LH95       | Ford Cosworth DFV V8     | Goodyear | -   | -                                                                 | 20 | Eric Bernard            | Não chegou a disputar a temporada | Não chegou a disputar a temporada |
| 1994 | Tourtel Larrousse F1           | Larrousse       | LH94       | Ford HBF7/8 3.5 V8       | Goodyear | Elf | Tourtel Kronenburg                                                | 19 | Olivier Beretta         | 23º Comas 2 pontos NC (28º) Beretta (0 ponto) NC (38º) Dalmas (0 ponto) NC (45º) Délétraz (0 ponto) NC (49º) Noda (0 ponto) NC (50º) Alliot (0 ponto) | 11º lugar 2 pontos                |
| 1994 | Tourtel Larrousse F1           | Larrousse       | LH94       | Ford HBF7/8 3.5 V8       | Goodyear | Elf | Tourtel Kronenburg                                                | 19 | Philippe Alliot         | 23º Comas 2 pontos NC (28º) Beretta (0 ponto) NC (38º) Dalmas (0 ponto) NC (45º) Délétraz (0 ponto) NC (49º) Noda (0 ponto) NC (50º) Alliot (0 ponto) | 11º lugar 2 pontos                |
| 1994 | Tourtel Larrousse F1           | Larrousse       | LH94       | Ford HBF7/8 3.5 V8       | Goodyear | Elf | Tourtel Kronenburg                                                | 19 | Yannick Dalmas          | 23º Comas 2 pontos NC (28º) Beretta (0 ponto) NC (38º) Dalmas (0 ponto) NC (45º) Délétraz (0 ponto) NC (49º) Noda (0 ponto) NC (50º) Alliot (0 ponto) | 11º lugar 2 pontos                |
| 1994 | Tourtel Larrousse F1           | Larrousse       | LH94       | Ford HBF7/8 3.5 V8       | Goodyear | Elf | Tourtel Kronenburg                                                | 19 | Hideki Noda             | 23º Comas 2 pontos NC (28º) Beretta (0 ponto) NC (38º) Dalmas (0 ponto) NC (45º) Délétraz (0 ponto) NC (49º) Noda (0 ponto) NC (50º) Alliot (0 ponto) | 11º lugar 2 pontos                |
| 1994 | Tourtel Larrousse F1           | Larrousse       | LH94       | Ford HBF7/8 3.5 V8       | Goodyear | Elf | Tourtel Kronenburg                                                | 20 | Erik Comas              | 23º Comas 2 pontos NC (28º) Beretta (0 ponto) NC (38º) Dalmas (0 ponto) NC (45º) Délétraz (0 ponto) NC (49º) Noda (0 ponto) NC (50º) Alliot (0 ponto) | 11º lugar 2 pontos                |
| 1994 | Tourtel Larrousse F1           | Larrousse       | LH94       | Ford HBF7/8 3.5 V8       | Goodyear | Elf | Tourtel Kronenburg                                                | 20 | Jean-Denis Délétraz     | 23º Comas 2 pontos NC (28º) Beretta (0 ponto) NC (38º) Dalmas (0 ponto) NC (45º) Délétraz (0 ponto) NC (49º) Noda (0 ponto) NC (50º) Alliot (0 ponto) | 11º lugar 2 pontos                |
| 1993 | Team Larrousse F1              | Larrousse       | LH93       | Lamborghini 3512 V12     | Goodyear | Elf | Central Park Charro Chrysler                                      | 19 | Philippe Alliot         | 17º Alliot 2 pontos 21º Comas 1 ponto NC (31º) T. Suzuki (0 ponto)                                                                                    | 11º lugar 3 pontos                |
| 1993 | Team Larrousse F1              | Larrousse       | LH93       | Lamborghini 3512 V12     | Goodyear | Elf | Central Park Charro Chrysler                                      | 19 | Toshio Suzuki           | 17º Alliot 2 pontos 21º Comas 1 ponto NC (31º) T. Suzuki (0 ponto)                                                                                    | 11º lugar 3 pontos                |
| 1993 | Team Larrousse F1              | Larrousse       | LH93       | Lamborghini 3512 V12     | Goodyear | Elf | Central Park Charro Chrysler                                      | 20 | Erik Comas              | 17º Alliot 2 pontos 21º Comas 1 ponto NC (31º) T. Suzuki (0 ponto)                                                                                    | 11º lugar 3 pontos                |
| 1992 | Central Park Venturi Larrousse | Venturi         | LC92       | Lamborghini 3512 V12     | Goodyear | BP  | Cabin Central Park Chrysler Magneti Marelli OMR Venturi           | 29 | / Bertrand Gachot       | 19º Gachot 1 ponto NC (25º) Katayama (0 ponto) | 13º lugar 1 ponto                 |
| 1992 | Central Park Venturi Larrousse | Venturi         | LC92       | Lamborghini 3512 V12     | Goodyear | BP  | Cabin Central Park Chrysler Magneti Marelli OMR Venturi           | 30 | Ukyo Katayama           | 19º Gachot 1 ponto NC (25º) Katayama (0 ponto) | 13º lugar 1 ponto                 |
| 1991 | Team Larrousse F1              | Lola            | LC91       | Ford Cosworth DFR 3.5 V8 | Goodyear | BP  | Toshiba Magneti Marelli Unisys                                    | 29 | Éric Bernard            | 21º Bernard 1 ponto 22º A. Suzuki 1 ponto NC (47º) B. Gachot (0 ponto)                                                                                | 11º lugar 2 pontos                |
| 1991 | Team Larrousse F1              | Lola            | LC91       | Ford Cosworth DFR 3.5 V8 | Goodyear | BP  | Toshiba Magneti Marelli Unisys                                    | 29 | / Bertrand Gachot       | 21º Bernard 1 ponto 22º A. Suzuki 1 ponto NC (47º) B. Gachot (0 ponto)                                                                                | 11º lugar 2 pontos                |
| 1991 | Team Larrousse F1              | Lola            | LC91       | Ford Cosworth DFR 3.5 V8 | Goodyear | BP  | Toshiba Magneti Marelli Unisys                                    | 30 | Aguri Suzuki            | 21º Bernard 1 ponto 22º A. Suzuki 1 ponto NC (47º) B. Gachot (0 ponto)                                                                                | 11º lugar 2 pontos                |
| 1990 | Team Espo Larrousse F1         | Lola            | LC89B LC90 | Lamborghini 3512 V12     | Goodyear | BP  | Espo BP Adia Brooksfield Geo Video Magneti Marelli Toshiba Unisys | 29 | Éric Bernard            | 12º A. Suzuki 6 pontos 13º Bernard 5 pontos | 6º lugar 11 pontos                |
| 1990 | Team Espo Larrousse F1         | Lola            | LC89B LC90 | Lamborghini 3512 V12     | Goodyear | BP  | Espo BP Adia Brooksfield Geo Video Magneti Marelli Toshiba Unisys | 30 | Aguri Suzuki            | 12º A. Suzuki 6 pontos 13º Bernard 5 pontos | 6º lugar 11 pontos                |
| 1989 | Team Larrousse F1              | Lola            | LC88B LC89 | Lamborghini 3512 V12     | Goodyear | BP  | Rhône Poulenc BP Camel Chrysler Seine-Maritime                    | 29 | Yannick Dalmas          | 29º Alliot 1 ponto NC (31º) Bernard (0 ponto) NC (32º) Alboreto (0 ponto) NC (39º) Dalmas (0 ponto)                                                   | 16º lugar 1 ponto                 |
| 1989 | Team Larrousse F1              | Lola            | LC88B LC89 | Lamborghini 3512 V12     | Goodyear | BP  | Rhône Poulenc BP Camel Chrysler Seine-Maritime                    | 29 | Eric Bernard            | 29º Alliot 1 ponto NC (31º) Bernard (0 ponto) NC (32º) Alboreto (0 ponto) NC (39º) Dalmas (0 ponto)                                                   | 16º lugar 1 ponto                 |
| 1989 | Team Larrousse F1              | Lola            | LC88B LC89 | Lamborghini 3512 V12     | Goodyear | BP  | Rhône Poulenc BP Camel Chrysler Seine-Maritime                    | 29 | Michele Alboreto        | 29º Alliot 1 ponto NC (31º) Bernard (0 ponto) NC (32º) Alboreto (0 ponto) NC (39º) Dalmas (0 ponto)                                                   | 16º lugar 1 ponto                 |
| 1989 | Team Larrousse F1              | Lola            | LC88B LC89 | Lamborghini 3512 V12     | Goodyear | BP  | Rhône Poulenc BP Camel Chrysler Seine-Maritime                    | 30 | Philippe Alliot         | 29º Alliot 1 ponto NC (31º) Bernard (0 ponto) NC (32º) Alboreto (0 ponto) NC (39º) Dalmas (0 ponto)                                                   | 16º lugar 1 ponto                 |
| 1988 | Larrousse & Calmels F1         | Lola            | LC88       | Ford Cosworth DFZ 3.5 V8 | Goodyear | BP  | Elkron BP Camel Rhône Poulenc Seine-Maritime                      | 29 | Yannick Dalmas          | NC (18º) Dalmas (0 ponto) NC (24º) Alliot (0 ponto) NC (35º) A. Suzuki (0 ponto) NC (36º) Raphanel (0 ponto)                                          | NC (15º lugar) nenhum ponto       |
| 1988 | Larrousse & Calmels F1         | Lola            | LC88       | Ford Cosworth DFZ 3.5 V8 | Goodyear | BP  | Elkron BP Camel Rhône Poulenc Seine-Maritime                      | 29 | / Pierre-Henri Raphanel | NC (18º) Dalmas (0 ponto) NC (24º) Alliot (0 ponto) NC (35º) A. Suzuki (0 ponto) NC (36º) Raphanel (0 ponto)                                          | NC (15º lugar) nenhum ponto       |
| 1988 | Larrousse & Calmels F1         | Lola            | LC88       | Ford Cosworth DFZ 3.5 V8 | Goodyear | BP  | Elkron BP Camel Rhône Poulenc Seine-Maritime                      | 29 | Aguri Suzuki            | NC (18º) Dalmas (0 ponto) NC (24º) Alliot (0 ponto) NC (35º) A. Suzuki (0 ponto) NC (36º) Raphanel (0 ponto)                                          | NC (15º lugar) nenhum ponto       |
| 1988 | Larrousse & Calmels F1         | Lola            | LC88       | Ford Cosworth DFZ 3.5 V8 | Goodyear | BP  | Elkron BP Camel Rhône Poulenc Seine-Maritime                      | 30 | Philippe Alliot         | NC (18º) Dalmas (0 ponto) NC (24º) Alliot (0 ponto) NC (35º) A. Suzuki (0 ponto) NC (36º) Raphanel (0 ponto)                                          | NC (15º lugar) nenhum ponto       |
| 1987 | Larrousse Calmels              | Lola            | LC87       | Ford Cosworth DFZ 3.5 V8 | Goodyear | BP  | Elkron BP Camel                                                   | 29 | Yannick Dalmas          | 17º Alliot 3 pontos NC (22º) Dalmas (0 ponto) | 9º lugar 3 pontos                 |
| 1987 | Larrousse Calmels              | Lola            | LC87       | Ford Cosworth DFZ 3.5 V8 | Goodyear | BP  | Elkron BP Camel                                                   | 30 | Philippe Alliot         | 17º Alliot 3 pontos NC (22º) Dalmas (0 ponto) | 9º lugar 3 pontos                 |

## Todos os Resultados da Larrousse na Fórmula 1
(legenda)
|      |           |       |                      |   |    |                       |     |     |     |     |     |     |     |     |     |     |     |     |     |     |     |     |    |          |
|      |           |       |                      |   |    |                       | BRA | PAC | SMR | MON | SPA | CAN | FRA | GBR | GER | HUN | BEL | ITA | POR | EUR | JAP | AUS |    |          |
| 1994 | Larrousse | LH94  | Ford HBF7/8 V8       | G | 19 | Olivier Beretta       | Ret | Ret | Ret | 8   | Ret | Ret | Ret | 14  | 7   | 9   |     |     |     |     |     |     | 2  | 11º      |
| 1994 | Larrousse | LH94  | Ford HBF7/8 V8       | G | 19 | Philippe Alliot       |     |     |     |     |     |     |     |     |     |     | Ret |     |     |     |     |     | 2  | 11º      |
| 1994 | Larrousse | LH94  | Ford HBF7/8 V8       | G | 19 | Yannick Dalmas        |     |     |     |     |     |     |     |     |     |     |     | Ret | 14  |     |     |     | 2  | 11º      |
| 1994 | Larrousse | LH94  | Ford HBF7/8 V8       | G | 19 | Hideki Noda           |     |     |     |     |     |     |     |     |     |     |     |     |     | Ret | Ret | Ret | 2  | 11º      |
| 1994 | Larrousse | LH94  | Ford HBF7/8 V8       | G | 20 | Erik Comas            | 9   | 6   | Ret | 10  | Ret | Ret | 11  | Ret | 6   | 8   | Ret | 8   | Ret | Ret | 9   |     | 2  | 11º      |
| 1994 | Larrousse | LH94  | Ford HBF7/8 V8       | G | 20 | Jean-Denis Délétraz   |     |     |     |     |     |     |     |     |     |     |     |     |     |     |     | Ret | 2  | 11º      |
|      |           |       |                      |   |    |                       |     |     |     |     |     |     |     |     |     |     |     |     |     |     |     |     |    |          |
|      |           |       |                      |   |    |                       | RSA | BRA | EUR | SMR | SPA | MON | CAN | FRA | GBR | GER | HUN | BEL | ITA | POR | JAP | AUS |    |          |
| 1993 | Larrousse | LH93  | Lamborghini 3512 V12 | G | 19 | Philippe Alliot       | Ret | 7   | Ret | 5   | Ret | 12  | Ret | 9   | 11  | 12  | 8   | 12  | 9   | 10  |     |     | 3  | 10º      |
| 1993 | Larrousse | LH93  | Lamborghini 3512 V12 | G | 19 | Toshio Suzuki         |     |     |     |     |     |     |     |     |     |     |     |     |     |     | 12  | 14  | 3  | 10º      |
| 1993 | Larrousse | LH93  | Lamborghini 3512 V12 | G | 20 | Erik Comas            | Ret | 10  | 9   | Ret | 9   | Ret | 8   | 16  | Ret | Ret | Ret | Ret | 6   | 11  | Ret | 12  | 3  | 10º      |
|      |           |       |                      |   |    |                       |     |     |     |     |     |     |     |     |     |     |     |     |     |     |     |     |    |          |
|      |           |       |                      |   |    |                       | RSA | MEX | BRA | SPA | SMR | MON | CAN | FRA | GBR | GER | HUN | BEL | ITA | POR | JAP | AUS |    |          |
| 1992 | Venturi   | LC92  | Lamborghini 3512 V12 | G | 29 | Bertrand Gachot       | Ret | 11  | Ret | Ret | Ret | 6   | DSQ | Ret | Ret | 14  | Ret | 18  | Ret | Ret | Ret | Ret | 1  | 13º      |
| 1992 | Venturi   | LC92  | Lamborghini 3512 V12 | G | 30 | Ukyo Katayama         | 12  | 12  | 9   | NQ  | Ret | NPQ | Ret | Ret | Ret | Ret | Ret | 17  | 9   | Ret | 11  | Ret | 1  | 13º      |
|      |           |       |                      |   |    |                       |     |     |     |     |     |     |     |     |     |     |     |     |     |     |     |     |    |          |
|      |           |       |                      |   |    |                       | USA | BRA | SMR | MON | CAN | MEX | FRA | GBR | GER | HUN | BEL | ITA | POR | SPA | JAP | AUS |    |          |
| 1991 | Lola      | LC91  | Ford Cosworth DFR V8 | G | 29 | Eric Bernard          | Ret | Ret | Ret | 9   | Ret | 6   | Ret | Ret | Ret | Ret | Ret | Ret | NQ  | Ret | NQ  |     | 2  | 11º      |
| 1991 | Lola      | LC91  | Ford Cosworth DFR V8 | G | 29 | Bertrand Gachot       |     |     |     |     |     |     |     |     |     |     |     |     |     |     |     | NQ  | 2  | 11º      |
| 1991 | Lola      | LC91  | Ford Cosworth DFR V8 | G | 30 | Aguri Suzuki          | 6   | Ret | Ret | Ret | Ret | Ret | Ret | Ret | Ret | Ret | NQ  | NQ  | Ret | NQ  | Ret | NQ  | 2  | 11º      |
|      |           |       |                      |   |    |                       |     |     |     |     |     |     |     |     |     |     |     |     |     |     |     |     |    |          |
|      |           |       |                      |   |    |                       | USA | BRA | SMR | MON | CAN | MEX | FRA | GBR | GER | HUN | BEL | ITA | POR | SPA | JAP | AUS |    |          |
| 1990 | Lola      | LC89B | Lamborghini 3512 V12 | G | 29 | Eric Bernard          | 8   | Ret |     |     |     |     |     |     |     |     |     |     |     |     |     |     | 11 | 6º       |
| 1990 | Lola      | LC89B | Lamborghini 3512 V12 | G | 30 | Aguri Suzuki          | Ret | Ret |     |     |     |     |     |     |     |     |     |     |     |     |     |     | 11 | 6º       |
| 1990 | Lola      | LC90  | Lamborghini 3512 V12 | G | 29 | Eric Bernard          |     |     | 13  | 6   | 9   | Ret | 8   | 4   | Ret | 6   | 9   | Ret | Ret | Ret | Ret | Ret | 11 | 6º       |
| 1990 | Lola      | LC90  | Lamborghini 3512 V12 | G | 30 | Aguri Suzuki          |     |     | Ret | Ret | 12  | Ret | 7   | 6   | Ret | Ret | Ret | Ret | 14  | 6   | 3   | Ret | 11 | 6º       |
|      |           |       |                      |   |    |                       |     |     |     |     |     |     |     |     |     |     |     |     |     |     |     |     |    |          |
|      |           |       |                      |   |    |                       | BRA | SMR | MON | MEX | USA | CAN | FRA | GBR | GER | HUN | BEL | ITA | POR | SPA | JAP | AUS |    |          |
| 1989 | Lola      | LC88B | Lamborghini 3512 V12 | G | 29 | Yannick Dalmas        | NQ  | NP  |     |     |     |     |     |     |     |     |     |     |     |     |     |     | 1  | 16º      |
| 1989 | Lola      | LC88B | Lamborghini 3512 V12 | G | 30 | Philippe Alliot       | 12  | Ret |     |     |     |     |     |     |     |     |     |     |     |     |     |     | 1  | 16º      |
| 1989 | Lola      | LC89  | Lamborghini 3512 V12 | G | 29 | Yannick Dalmas        |     |     | NQ  | NQ  | NQ  | NQ  |     |     |     |     |     |     |     |     |     |     | 1  | 16º      |
| 1989 | Lola      | LC89  | Lamborghini 3512 V12 | G | 29 | Eric Bernard          |     |     |     |     |     |     | 11  | Ret |     |     |     |     |     |     |     |     | 1  | 16º      |
| 1989 | Lola      | LC89  | Lamborghini 3512 V12 | G | 29 | Michele Alboreto      |     |     |     |     |     |     |     |     | Ret | Ret | Ret | Ret | 11  | NPQ | NQ  | NPQ | 1  | 16º      |
| 1989 | Lola      | LC89  | Lamborghini 3512 V12 | G | 30 | Philippe Alliot       |     |     | Ret | Ret | Ret | Ret | Ret | Ret | Ret | NPQ | 16  | Ret | 9   | 6   | Ret | Ret | 1  | 16º      |
|      |           |       |                      |   |    |                       |     |     |     |     |     |     |     |     |     |     |     |     |     |     |     |     |    |          |
|      |           |       |                      |   |    |                       | BRA | SMR | MON | MEX | CAN | EUA | FRA | GBR | GER | HUN | BEL | ITA | POR | SPA | JAP | AUS |    |          |
| 1988 | Lola      | LC88  | Ford Cosworth DFZ V8 | G | 29 | Yannick Dalmas        | Ret | 12  | 7   | 9   | NQ  | 7   | 13  | 13  | 19  | 9   | Ret | Ret | Ret | 11  |     |     | 0  | NC (11º) |
| 1988 | Lola      | LC88  | Ford Cosworth DFZ V8 | G | 29 | Aguri Suzuki          |     |     |     |     |     |     |     |     |     |     |     |     |     |     | 16  |     | 0  | NC (11º) |
| 1988 | Lola      | LC88  | Ford Cosworth DFZ V8 | G | 29 | Pierre-Henri Raphanel |     |     |     |     |     |     |     |     |     |     |     |     |     |     |     | NQ  | 0  | NC (11º) |
| 1988 | Lola      | LC88  | Ford Cosworth DFZ V8 | G | 30 | Philippe Alliot       | Ret | 17  | Ret | Ret | 10  | Ret | Ret | 14  | Ret | 12  | 9   | Ret | Ret | 14  | 9   | 10  | 0  | NC (11º) |
|      |           |       |                      |   |    |                       |     |     |     |     |     |     |     |     |     |     |     |     |     |     |     |     |    |          |
|      |           |       |                      |   |    |                       | BRA | SMR | BEL | MON | USA | FRA | GBR | GER | HUN | AUT | ITA | POR | SPA | MEX | JAP | AUS |    |          |
| 1987 | Lola      | LC87  | Ford Cosworth DFZ V8 | G | 30 | Philippe Alliot       |     | 10  | 8   | Ret | Ret | Ret | Ret | 6   | Ret | 12  | Ret | Ret | 6   | 6   | Ret | Ret | 3  | 9º       |
| 1987 | Lola      | LC87  | Ford Cosworth DFZ V8 | G | 29 | Yannick Dalmas        |     |     |     |     |     |     |     |     |     |     |     |     |     | 9   | 14  | 51  | 3  | 9º       |